# Campiglossa
Campiglossa is een geslacht van insecten uit de familie van de Boorvliegen (Tephritidae), die tot de orde tweevleugeligen (Diptera) behoort.

## Soorten
- C. absinthii

Kleine bijvoetboorvlieg (Fabricius, 1805)
- C. achyrophori (Loew, 1869)
- C. argyrocephala

Okselknopboorvlieg (Loew, 1844)
- C. contingens (Becker, 1908)
- C. difficilis (Hendel, 1927)
- C. doronici (Loew, 1856)
- C. duplex (Becker, 1908)
- C. freidbergi Merz, 2000
- C. grandinata (Rondani, 1870)
- C. guttella (Rondani, 1870)
- C. irrorata (Fallen, 1814)
- C. loewiana

Gele guldenroedeboorvlieg (Hendel, 1927)
- C. malaris

Gevlekte kruiskruidboorvlieg (Séguy, 1934)
- C. martii (Becker, 1908)
- C. misella

Donkere alsemboorvlieg (Loew, 1869)
- C. multimaculosa (Dirlbek & Dirlbek, 1969)
- C. plantaginis

Zeeasterboorvlieg (Haliday, 1833)
- C. producta

Gevlekte composietenboorvlieg (Loew, 1844)
- C. punctella (Fallen, 1814)
- C. reticulata (Becker, 1908)
- C. solidaginis (White, 1986)